# Tusayan
Tusayan is een plaats (census-designated place) in de Amerikaanse staat Arizona, en valt bestuurlijk gezien onder Coconino County. Het plaatsje ligt naast de Grand Canyon en daarom verblijven veel toeristen in Tusayan om vervolgens de Grand Canyon te bezoeken. Vanuit Tusayan rijden rechtstreeks bussen naar de Grand Canyon.

## Demografie
Bij de volkstelling in 2000 werd het aantal inwoners vastgesteld op 562.

## Geografie
Volgens het United States Census Bureau beslaat de plaats een oppervlakte van
74,0 km², geheel bestaande uit land.

## Plaatsen in de nabije omgeving
De onderstaande figuur toont nabijgelegen plaatsen in een straal van 80 km rond Tusayan.